# السلطان شهاي بوغر
السلطان شهاي بوغر (بالتباوية دوردا شهاي) هو السلطان الرابع عشر من سلاطين قبيلة التبو التي تقطن في شمال تشاد وجنوب ليبيا والنيجر. ينتمي إلى فرع التماغرة بقبيلة التيدا التبو إلى بيت اردي تحديدا، ويُكن له الكثير من أفراد قبيلة التبو الاحترام والود إذ يعتبرونه الأساس في وضع القوانين العرفية للقبيله والتي تسمي بالكوندودي وما زال أفراد القبيلة يستخدمونها كأساس عرفي واجتماعي بشكل واسع.يمتاز السلطان شهاي بالحكمة والدهاء والشجاعة.

## حياته
تولي زعامة القبيلة منذ ريعان شبابه في أواخر القرن التاسع عشر وقام بالمصالحة ما بين البيوت المتنازعة في قبيلته في منطقة تيبستي ومنطقة كوار بالنيجر وأيضا في جنوب ليبيا مستعينا بالقوانين العرفية.شكل جيشا من أفراد القبيلة للدفاع عن مناطق التبو من الاستعمار الفرنسي ومن القبائل الغازية وقطاع الطرق في ذلك الوقت وأنشأ منارات لتعليم أصول الدين الإسلامي في منطقة تيبستي.
ساهم بجيشه في دعم المجاهدين الليبيين ضد الاستعمار الإيطالي وأسس علاقات جيدة مع القبائل التشادية حتي إقليم باقرمي في جنوب تشاد والقبائل العربية في ليبيا والطوارق في النيجر وليبيا حيث وقع معهم معاهدة اخوة وحسن جوار سنة 1911م ممتدة حتي اليوم في ليبيا والتي أنهت الصراع المرير بين الطوارق والتبو في الصحراء، وفي فترة حكمه الطويلة ازدهرت التجارة في منطقة تيبستي وما حولها وظهرت مدن مثل برداي التي أصبحت عاصمة للتبو وظهرت فيها سمات الحضارة من تعليم وزراعة وصناعة.
يعتبر السلطان شهاي بوغر الأب الروحي للتبو ومؤسس حركة التغيير والإصلاح الاجتماعي والصحوة الإسلامية وواضع الدستور التباوي (الكوندادي) سنة 1889م وسن فيه قوانين تستمد شرعيتها من القرآن الكريم وسنة النبي محمد والعادات والأعراف التي تتماشى مع تقاليد قبائل التبو حيث يحتكم إليه جميع التبو أينما وجدوا الأمر الذ ي زاد من الترابط الاجتماعي القوي بين افراد القبيلة. وأغلبية القبائل الأخرى في الصحراء الكبرى يتقاضون على هذا القانون العرفي.
قبل وضع دستور الكوندادي كانت هناك عادات وتقاليد وعرف شفوي غير مكتوب ولم تكون هناك قوانيين مكتوبة للردع والمحاسبة وحل المشاكل، عبر تقاليد السلطنة منذ أكثر من 700سنة ومستمرة إلى يومنا هذا.
حارب السطان شهاي بوغر الاحتلال الفرنسي في جبال تيبستي وليبيا وساعد الحركة السنوسية في محاربة الاحتلال الإيطالي في الكفرة. في عام 1895م ذهب الي منطقة فزان الليبية والتقى بالباشا الوالي العثماني في مرزق، واتفقا على معاهدة للمصالح المتبادلة، ثم قام العثمانيين بزيارة السلطان في مدينة بردي في تيبستي، وفي سنة 1914م ذهب السلطان إلى مدينة الكفرة واجتمع مع قيادات ومشايخ الحركة السنوسية واتفقوا على محاربة الغزاة الطليان.

## وفاته
توفى سنة 1938م عن عمر ناهز 90 سنة ودفن في منطقة برداي بتيبستي شمال تشاد.